# دنيس دارلينغ
دنيس دارلينغ (بالإنجليزية: Dennis Darling) هو عداء سريع باهاماسي، ولد في 6 مايو 1975 في ناساو في باهاماس.

## وصلات خارجية
- دنيس دارلينغ على موقع الاتحاد الدولي لألعاب القوى (الإنجليزية)
- دنيس دارلينغ على موقع أوليمبيديا (الإنجليزية)
- دنيس دارلينغ على موقع اتحاد ألعاب الكومنولث (مؤرشف) (الإنجليزية)